# Nicolae M. Condiescu
Nicolae Matei Condiescu (n. 20 octombrie 1880, Craiova, România – d. 15 iunie 1939, București, România) a fost un general și scriitor român, membru de onoare (1938) al Academiei Române.

## Biografie
Urmează clasele primare, 3 clase la Liceul Carol I (1891-1894) și Școala Fiilor de Militari (1900) din Craiova, apoi Școala de
Ofițeri (1902) și Școala Superioară de Război (1912-1914) din București.
A participat la campania din Bulgaria (1913).
Nicolae M. Condiescu a participat la Războiul de reîntregire națională între anii 1916-1918. A activat ca ministru al armatei între anii 1930-1931 iar ca scriitor a fost ales președinte al Societății Scriitorilor Români [nefuncțională]

## Funcții deținute
- 1915 - Comandant al Școlii Ofițerilor de Rezervă din București.
- 1916-1918 - A activat în Marele Cartier General.
- 1920 - A fost numit adjutant regal al prințului Carol al II-lea însoțindu-l într-o călătorie în jurul lumii.

## Grade militare
- 1916 - maior.
- 1917 - locotenent colonel.
- 1920 - colonel.
- 1926 - demisionat din armată.
- 1933 - general de brigadă în rezervă.

## Funcții civile
- 1922 - Membru al Societății Scriitorilor Români;
- Membru al Societății Regale de Geografie;
- 1931 - Președinte al Consiliului de Administrație al Radiodifuziunii Române;
- 1932 - Secretar general al Fundațiilor Culturale Regale;
- Președinte de onoare al Societății Scriitorilor Olteni.
- 1935, 1938 - Președinte al Societății Scriitorilor Români;
- 1939 - Bibliotecar al palatului

Funcția de conducere pe care a avut-o în cadrul Fundațiilor Culturale Regale i-au permis generalului N. M. Condiescu să susțină financiar unii scriitori români care se confruntau în acea vreme cu dificultăți financiare. Unul dintre aceștia a fost Mircea Eliade, care o ducea greu în acei ani și căruia Condiescu s-a oferit în martie 1939 să-i cumpere „cărți literare și științifice de o sumă mai mare”. Eliade i-a scris o scrisoare în care îi mulțumea pentru că nu a lăsat „niciodată scriitorii să se degradeze până la cerșetorie și să moară de foame și de oftică” și îi descria situația dificilă în care se afla, similară cu cea a multor intelectuali români din perioada interbelică: „Eu nu mai am nimic de adăugat la tot ce ști D-ta, decât că mi-am plătit chiria cu o poliță care expiră la 20 martie, că masa mi-o plătesc prietenii, că boala mea nu e complet vindecată, că umblu în zdrențe – și, în plus, că am în brațe revista «Zalmoxis» al cărei preț s-a urcat la 80.000 lei, și pe care demnitatea mea de cărturar român mă obligă s-o scot, chiar dacă ar trebui să-mi vînd biblioteca.”.

### Opera
- Debutează în 1895, în Revista idealistă din Craiova.
- Impresiuni din călătoria în jurul pămîntului, vol. II. Indiile, Fundația culturală „Principele Carol”, București, 1923; o nouă ediție revăzută a apărut, într-un singur volum, în 1936 și 1937, pp. 127–194.[3]